# محيي الدين الكردي
أبو الحسن محيي الدين الكردي (1330- 1429 هـ / 1912- 2009 م) مقرئ قرآن سوري، يُعَدُّ أحدَ شيوخ القرَّاء المتقنين في دمشق، وهو عالم مرب، وفقيه شافعي.

## سيرته
ولد الشيخ أبو الحسن، محيي الدين بن حسن بن مرعي بن حسن بن علي الكُردي في حي الحَيْواطِيَّة بدمشق، خلف بستان المجتهد (المشفى حاليًّا) حيث دارُ والده، سنة 1330هـ/ 1912م. بدأ بحفظ القرآن الكريم عند شيخه عز الدين العرقسوسي الدمشقي وكان عمره 12 سنة وكان يذهب مع والده إلى العمل (في الجِزارة) بالإضافة لحفظ القرآن، فكان يحفظ الصفحة في العمل ثم يذهب بعد ذلك إلى شيخه ليسمّعها له غيبًا حتى وصل إلى سورة طه.
اضطرّته الظروف ليسافر ويعمل في عَمّان، ثم عاد بعدها إلى دمشق وعاد لحفظ القرآن إلى أن انتهى وكان عمره سبعة عشر عامًا. تتلمذ على يد حسني البغال، وتتلمذ على يد فايز الديرعطاني بحي البزورية بدمشق فلما سمع تلاوته سُرَّ به وحدد له موعدًا للقراءة عليه، فقرأ عليه ختمةً كاملةً برواية حفص وأجازه بها، ثم شجعه على جمع القراءات، فجمع عليه القراءات العشر من طريقي الشاطبية والدرة.
بدأ في حفظ الشاطبية مع محمد سكر وكانا يسمعان لشيخهما صحيفة أو أكثر، فكان مرة يبدأ سكر ثم يعيد أبو الحسن نفس الصفحة وفي الجلسة الأخرى يبدأ أبو الحسن ويعيدها سكر إلى أن انتهيا من الجمع وكان قد استغرق الجمع معهما خمس سنوات، كان أبو الحسن حينها قد بلغ من العمر ثلاثين عامًا. كما حفظ في تلك الأثناء بعض كتب القراءات وشذور الذهب لابن هشام في النحو ولازم الديرعطاني ملازمةً تامةً حتى توفي. 
ومن مشايخه المعروفين أيضًا العلامة عبد الكريم الرفاعي، الذي تعرف عليه بعد أن أسندت له إمامة وخطابة مسجد الإمام الذهبي بدمشق. وممن تتلمذ على يديه الحاجة درية العيطة وهي من فقيهات دمشق آنذاك.
كان الشيخ عبد الكريم الرفاعي يأتي إلى جامع الذهبي ويقرأ العلوم في غرفة المسجد فقرأ عليه الشيخ الكردي الكثير من العلوم «الأصول والفقه والمنطق وعلم التوحيد واللغة العربية» وغيرها. طُبعت للشيخ «الكردي» إجازة في حفظ وتجويد وإتقان القرآن برواية حفص، ثم بعد ذلك طُبعت له إجازة في جمع القراءات العشر. يذكر أن الشيخ له 15 ولدًا، تسع بنات وستة أولاد ذكور. توفي منهم ثلاثة في حياته.

## شيوخه
- عزالدين العرقسوسي
- بدر الدين الحسني
- رشيد شميس
- محمد بركات
- حسني البَغَّال
- محمود فائز الديرعطاني
- صالح العقاد (الشافعي الصغير)
- عبد الكريم الرفاعي

## تلاميذه
من أبرز من قرأ عليه (القراءات العشر):
- محمد تميم الزعبي
- أيمن رشدي سويد
- محمد نعيم العرقسوسي
- أسامة حجازي كيلاني (صهره زوج ابنته، وقد توفي شابًّا في حياة الشيخ وحزن لوفاته حزنًا شديدًا، وكان يقول عنه: "لم أسمع في حياتي كقراءة الشيخ أسامة".

ومن قرأ عليه (القراءات العشر) جمعًا وإفرادًا:
- محمد هيثم سعيد منيني، كان رديفَ الشيخ في إمامة صلاة التراويح، وتوفي شابًّا في حياة الشيخ وحزن لوفاته حزنًا شديدًا، واشتهر بإتقان الحروف ومخارجها، وروعة القراءة وحُسن أدائها.
- عبد المنعم أحمد شالاتي
- محمد نزار بن محيي الدين الكردي (ابنه)

## وفاته
توفي أبو الحسن الكردي في دمشق، بعد صلاة المغرب من يوم الجمعة 16 شعبان 1429هـ الموافق 7 أغسطس (آب) 2009م، عن عمر ناهز مئة عام هجري، صُلي عليه في اليوم التالي في جامع بني أمية بدمشق، ودُفن في مقبرة الباب الصغير.

## وصلات خارجية
- الجزء الأول - القرآن الكريم ختمة الشيخ أبو الحسن محيي الدين الكردي رحمه الله تعالى
- حوار مع الشيخ أبي الحسن الكردي ج1 - حاوره تلميذه محمد نعيم العرقسوسي
- حوار مع الشيخ أبي الحسن الكردي ج2 - حاوره تلميذه محمد نعيم العرقسوسي
- برنامج القرَّاء I أبو الحسن الكردي - إعداد فهد السنيدي
- تشييع جنازة الشيخ المقرئ أبي الحسن الكردي
- برنامج كلمة وقرار (13) الشيخ أبو الحسن الكردي